# عبد الله القدان
عبد الله منصور القدان لاعب كرة قدم سعودي، يلعب في الدفاع لعب سابقاً في نادي الكوكب.